# Luis Felipe Comendador
Luis Felipe Comendador (Béjar, provincia de Salamanca, 1957) es un poeta y editor español. Es miembro del Centro de Estudios Bejaranos.

## Obra
- "Aráñame" (aforismos). Ed. La viuda alegre. Béjar, 2005.
- "Fadueña [Historia de una posibilidad]. Edición del Museo Judío David Melul. Béjar. 2005.
- "Canto de boda". Autoedición no venal. 2004.
- Antología "Poemas para cruzar el desierto". Antología realizada por Ángel Sierra (30 poetas autores para el Siglo XXI). Ed. Línea de fuego. Oviedo, 2004
- "Con la muerte en los talones". De la Luna Libros. Mérida (Badajoz). 2004.
- "Formol con Havana 7". De la Luna Libros. Mérida (Badajoz). 2003.
- "El amante discreto de Lauren Bacall". Visor (Madrid). 2003.
- "Reflexión personal, invitación al bushicidio y exaltación de la revolución pendiente. Ed. MPDL / PSOE / lfediciones. Béjar 2003.
- "Personajes en busca de lector". Ed. La luna de Mérida. Mérida 2002.
- "Vuelta a la nada. Poesía reunida". Béjar, 2002.
- "Travelling", ed. Melibea. Talavera de la Reina, 2002.
- "Paraísos del suicida", ed. Aguaclara (Alicante), 2001.
- "El tipo de las cuatro" (novela), ed El Sonarbique, Béjar, 1999.
- "Bear(d) between thighs" (sonetario). ed. El árbol espiral, Béjar, 1999.
- "Nos vemos en el Cielo" (novela). ed. lf ediciones, Béjar, 1998.
- Antología "Poesía y jazz". ed. 1900. Huelva, 1998.
- "Angelitos negros" (con 14 dibujos de OPS). ed. Libros del consuelo, Salamanca, 1997.
- "Banda sonora" (prólogo de Luis Alberto de Cuenca). ed. Beni-gazlo, Castellón, 1997
- "Sesión continua". ed. Junta de Andalucía. Jaén, 1996.
- "Un suicidio menor". ed. Melibea. Talavera de la Reina, 1996.
- "Sentado en un bar". ed. Diarios de Helena. Elche, 1995.
- "En fin... ya veis, amigos". ed. El Sonarbique. Béjar, 1995.
- "Notario de las horas". ed. 1900. Huelva, 1994.
- "Versos giróvagos". Béjar, 1992.

## Premios
- Premio Gabriel Celaya (1996)
- Premio Ciudad de Mérida (2005)